# Novo Selo (Slunj)
Novo Selo is een plaats in de gemeente Slunj in de Kroatische provincie Karlovac. De plaats telt 85 inwoners (2001).